# Sinibaldo Scorza

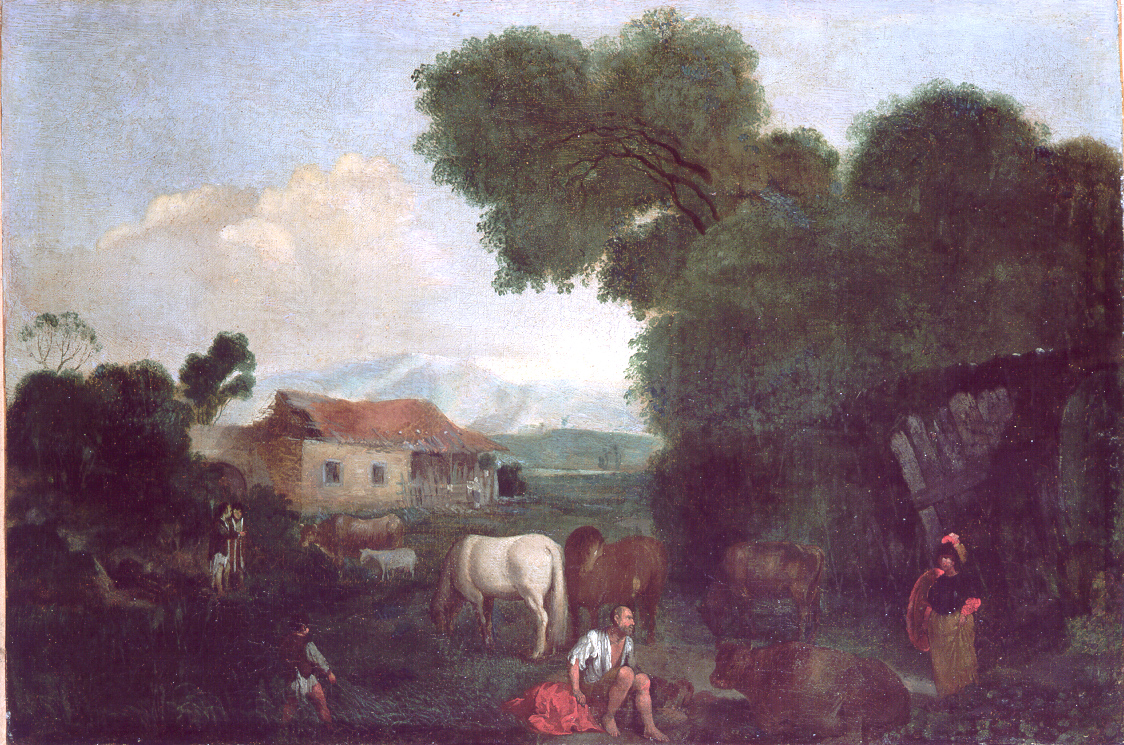
Paesaggio con Erminia tra i pastori
Genova, Palazzo Bianco

Sinibaldo Scorza (Voltaggio, 16 luglio 1589 – Genova, 5 aprile 1631) è stato un pittore italiano.

## Biografia
Di nobili origini (gli Scorza erano una famiglia nobiliare legata ai Conti di Lavagna e ai Fieschi), ricevette un'educazione umanistica. Imparò i primi rudimenti della pittura da Giovanni Battista Carosio, ingaggiato dalla sua famiglia per decorare la loro residenza. Intorno al 1604 iniziò l'apprendistato nella bottega genovese di Giovanni Battista Paggi, uno dei più quotati pittori genovesi dell'epoca.
Nel capoluogo ligure si dedicò a tempo pieno alla pittura, preferendo soggetti quali fiori, animali e paesaggi. Trasse la maggior ispirazione dagli artisti fiamminghi e in particolar modo dalle opere di Albrecht Dürer.
Il 23 giugno 1612 ferisce Valentino Casanova poiché costui aveva spaventato un cavallo che lo Scorza era intento a ritrarre, venendo scagionato grazie alle testimonianza a favore di vari artisti tra cui il già citato Paggi. L'anno dopo, il 6 gennaio, si sposa con la nobile Nicolosina De Ferrari
Dal 1619 a Torino divenne pittore di corte del duca di Savoia, presso il quale restò fino al 1625, quando, scoppiata la guerra tra i genovesi e il ducato sabaudo, fece ritorno a Genova.
Accusato di spionaggio, fu arrestato, imprigionato e condannato all'esilio, che trascorse a Roma dal 1626. Poté rimettere piede nella Repubblica di Genova soltanto due anni dopo, facendo poi ritorno a Voltaggio.
Morto a Genova nel 1631, viene seppellito nella tomba di famiglia nella chiesa di San Francesco di Castelletto.

## Opere
- Cristo confortato dagli angeli - Voltaggio, Pinacoteca
- L'Immacolata Concezione - Voltaggio, Pinacoteca di Voltaggio
- Due piccioni e un tordo - Genova, Galleria di Palazzo Rosso
- Veduta della Villa Centuriona (disegno), Genova, Gabinetto Disegni e Stampe di Palazzo Rosso
- Un lupo e due colombe - Los Angeles, Getty Museum
- Orfeo incanta le belve - Genova, Collezione privata
- La caccia di Didone - Genova, Collezione privata
- Veduta di Livorno - Genova, Collezione privata
- Paesaggio - Genova, Galleria di Palazzo Bianco[1]
- Paesaggio con Erminia tra i pastori - Genova, Galleria di Palazzo Bianco[1]